# (12275) Marcelgoffin
(12275) Marcelgoffin est un astéroïde de la ceinture principale.

## Description
(12275) Marcelgoffin est un astéroïde de la ceinture principale. Il fut découvert le 15 novembre 1990 à La Silla par Eric Walter Elst. Il présente une orbite caractérisée par un demi-grand axe de 2,76 UA, une excentricité de 0,15 et une inclinaison de 10,5° par rapport à l'écliptique.
L'astéroïde est nommé en l'honneur du luthier amateur Marcel Goffin (1913-1999), créateur de 50 instruments, dont le dernier à l'âge de 85 ans.

## Compléments